# Øst-legion
Østlegioner (tysk: Ostlegionen) var værnepligtige og frivillige fra de besatte områder mod øst, som blev rekrutteret til den tyske hær under 2. Verdenskrig.
Staben i den nedlagte 162. infanteridivision i Polen fik til opgave at hverve og uddanne seks østlegioner. Den endte med at hverve og uddanne 82 bataljoner. I alt blev der hvervet 98 bataljoner hvoraf 80 gjorde tjeneste på Østfronten og på Balkan. 12 blev senere overført til Frankrig og Italien i 1943. 

## Styrke
Der var seks legioner:
- Armenske Legion – 11 bataljoner

- Aserbajdsjanske Legion – 14 bataljoner
- Georgiske Legion – 14 bataljoner
- Kaukasisk-muslimske Legion – 5 bataljoner
- Turkestan-Legionen – 34 bataljoner
- Volga-Tatar-Legionen – 8 bataljoner

## Østbataljoner
Østbataljonerne (tysk: Ostbataillonen) var enheder i bataljonsstørrelse, som bar tyske uniformer og udstyr og blev integreret i større tyske enheder. Det begyndte som private initiativer fra individuelle militære chefer, men blev med tiden formaliseret, og i slutningen af 1943 omfattede de 427.000 frivillige. En styrke svarende til 30 tyske divisioner. Mange blev indsat i vestlige områder, f.eks. Jugoslavien og Frankrig.
Bataljonerne i Turkestan-legionen udgjorde en del af 162. infanteridivision, som var involveret i svære kampe i Jugoslavien og Italien.
En række Østbataljoner blev brugt til at bevogte dele af Normandiet før Operation Overlord, specifikt Utah, Juno og Sword Beach. Østenheder, der kæmpede i operation Overlord, var fra den tyske 243. og 709. statiske infanteridivision.

## Eftermæle
Hovedparten af soldaterne i Øst-legionerne var rekrutteret fra Sovjetunionen og andre besatte lande i Østeuropa. Deres effektivitet varierede. Nogle klarede sig forbilledligt, mens andre overgav sig, så snart de blev angrebet af regulære styrker. I reglen blev Øst-tropperne stationeret udenfor kritiske områder eller blev anvendt til vagttjeneste i bagområder, når det var muligt.

## Eksterne kilder
- Wikimedia Commons har flere filer relateret til Øst-legion
- Historiske lektioner for briterne og tyskerne Arkiveret 25. januar 2011 hos  Wayback Machine Fordelene ved integrerede lokale styrker som styrkeforøger
- Koreanske frivillige